# باول ماكغينيس
باول ماكغينيس (بالإنجليزية: Paul McGuinness)‏ هو لاعب كرة قدم بريطاني في مركز الوسط، ولد في 2 مارس 1966 في مانشستر في المملكة المتحدة. لعب مع مانشستر يونايتد ونادي بوري ونادي تشستر سيتي ونادي كرو ألكساندرا.